# Battaglia del fiume Flint
La battaglia del fiume Flint fu una battaglia combattuta nel corso della guerra di successione spagnola in una data imprecisata nell'ottobre del 1702 nell'area corrispondente all'attuale stato americano della Georgia. La battaglia fu uno dei principali elementi delle ostilità di frontiera tra i commercianti inglesi della Provincia della Carolina e la Florida spagnola e fu il preludio delle più grandi azioni della guerra della regina Anna.
Il popolo dei Creeks, assistito da un piccolo numero di inglesi guidati dal mercante Anthony Dodsworth, riuscirono a tendere una imboscata agli invasori presso il fiume Flint. Più di metà degli ispao-indiani vennero uccisi o catturati. Le autorità inglesi e spagnole reagirono alla battaglia accelerando i preparativi che portarono poi all'assedio di St. Augustine nel novembre del 1702.

## Antefatto
Le colonizzazioni inglesi e spagnole nella parte meridionale del Nord America iniziarono a portare dei conflitti a metà del XVII secolo. Gli inglesi fondarono la Provincia della Carolina nel 1663 e Charles Town (attuale Charleston) ma nel 1670 iniziarono a salire le tensioni con gli spagnoli che da più lungo tempo si erano stabiliti in Florida. Commercianti e schiavisti della nuova provincia si portarono nella Florida spagnola, con razzie e rappresaglie da ambo le parti. Nel 1700, il governatore della Carolina, Joseph Blake, iniziò a minacciare gli spagnoli per il fatto che gli inglesi vantavano delle pretese su Pensacola, fondata dagli spagnoli nel 1698. I commercianti della Carolina come Anthony Dodsworth e Thomas Nairne avevano stabilito intanto delle alleanze col popolo Creek negli alti fiumi del Golfo del Messico, che sostenevano con armi in cambio di schiavi e pelli.
La popolazione spagnola della Florida a quel tempo era ben poca. Dalla sua fondazione nel XVI secolo, gli spagnoli avevano organizzato una rete di missioni il cui proposito primario era di convertire pacificamente la popolazione indiana locale al cattolicesimo. Nella regione degli apalachee (attuale Florida occidentale e Georgia sud-occidentale) vi erano 14 missioni per un totale di circa 8000 persone nel 1680. Molte (ma non tutte) di queste comunità erano abitate da Apalachee, mentre le altre erano dirette da altre tribù che erano emigrate in loco da sud. Gli spagnoli attuarono la politica di non armare questi indiani con moschetti e pertanto le missioni apalachee soffrirono non poco a causa dei raids inglesi e creek nel 1701.
Nel gennaio del 1702 Pierre Le Moyne d'Iberville, il fondatore francese di Mobile, avvertì il comandante spagnolo di Pensacola che sarebbe stato opportuno armare gli apalachees e preparare una vigorosa difesa per le incursioni inglesi nel territorio spagnolo. D'Iberville offrì persino equipaggiamenti e rifornimenti per tale proposito. Dopo la distruzione ad opera dei razziatori della missione timucuana a Santa Fé de Toloca nel maggio del 1702, il governatore della Florida spagnola, Joseph de Zúñiga y Zérda, autorizzò una spedizione nei territori dei Creek.

## La battaglia
Zúñiga ordinò a don Francisco Romo de Uriza, capitano spagnolo, di recarsi a San Luis de Apalachee, dove avrebbe razziato con una forza di 800 tra apalachee e spagnoli. Il rapporto di Uriza non è giunto sino ai nostri giorni, ma per quel che se ne sa egli non riuscì a compiere grandi successi. La notizia di questo fatto, ad ogni modo, raggiunse la comunità apalachicola di Achita, dove un commerciante della Carolina, Anthony Dodsworth (indicato nei documenti spagnoli come "Don Antonio") si era incontrato con le tribù locali. Secondo il resoconto di una donna indiana rilasciato a Manuel Solano, vice governatore a San Luis, circa 400 guerrieri, principalmente apalachicolas e chiska, si unirono a Dodsworth, oltre a due bianchi e due neri, e le forze si scontrarono con quelle di Uriza. Lasciarono Achita il 7 ottobre, lo stesso giorno in cui Uriza lasciò Apalachee. La data esatta della battaglia è sconosciuta; la donna riportò anche che Solana fu campo di battaglia sino al 18 ottobre, giorno nel quale Uriza ed il restante delle sue forze ritornarono nel villaggio apalachee di Bacacua.

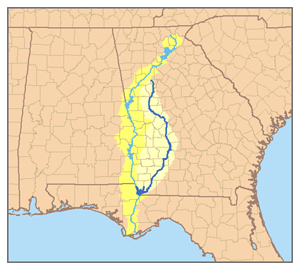
Mappa moderna della Georgia che evidenzia la sua idrografia principale. Il fiume Flint è indicato in blu scuro, mentre il fiume Chattahoochee è in azzurro.

Dodsworth assemblò le sue forze che ammontavano a circa 500, con la benedizione del capo apalachicola, l'imperatore Brim. Le due forze si scontrarono presso il fiume Flint quando gli apalachee fecero un attacco al campo apalachicola. Anticipando la possibilità di questo attacco, Dodsworth e gli apalachicolas si erano appostati nei pressi del campo con un campo appositamente preparato ma in realtà vuoto. Quando gli apalachee attaccarono il falso accampamento, gli apalachicolas li assaltarono.  Con la superiorità delle loro armi, gli anglo-indiani riuscirono ad allontanare le forze indio-spagnole. Uriza contò solo 300 uomini al suo ritorno presso gli apalachee.

## Conseguenze
La sconfitta pose immediatamente Zúñiga sulla difensiva. Egli ordinò che il forte di San Luis venisse completato e adeguatamente rifornito per supportare un eventuale assedio. La battaglia si spostò a Charles Town, dove il governatore James Moore si era già assicurato gli approvvigionamenti necessari per condurre una spedizione contro St. Augustine dopo aver saputo che la guerra era stata formalmente dichiarata in Europa tra Inghilterra e Spagna. La sua spedizione partì da Charles Town nel novembre di quell'anno ma fallì il suo obbiettivo, anche se diverse comunità ispano-indiane della Provincia di Guale vennero distrutte nell'azione. Moore, nel 1704, guidò poi una spedizione contro le missioni apalachee che virtualmente spazzò via quella popolazione. Con la fine della guerra della Regina Anna nel 1713, gli inglesi avevano praticamente spopolato l'attuale Georgia dagli spagnoli e dalle loro tribù indiane, lasciando agli spagnoli solo il controllo della missione di St. Augustine e di Pensacola.
Per commemorare la battaglia del fiume Flint in Georgia vennero eretti due monumenti. La commissione per i siti storici della Georgia ha eretto una placca commemorativa presso la Contea di Crisp non lontano dal Georgia Veterans State Park nel 1965, mentre la commissione storica chattahoochee, nel 1985, ha posto una targa nel villaggio georgiano di Bainbridge.